# شركة الزويتينة للنفط
شركة الزويتينة للنفط هي شركة ليبية أنشئت في 1986 م للقيام بإدارة العمليات النفطية.

## تاريخ الإنشاء
بعـد تجميد نشاط شركة أوكسيدنتال العالمية في 1986، ووفقاً لأحكام قرار اللجنة الشعبية العامة رقم 351 لسنة 1986م الصادر بتاريخ 1 يونيو 1986م، تأسست شركة الزويتينة للنفط طبقاً للقانون كشركة مساهمة متمتعة بالجنسية الليبية، وذلك للقيام بإدارة العمليات النفطية في المناطق الممنوحة بموجب عقود الامتياز الخاضعة لاتفاقيتي المشاركة والمقاسمة المبرمتين بين المؤسسة الوطنية للنفط وكل من شركتي ”أوكسيدنتـــال العالمية“ الأمريكية الجنسية و ”أو.إم.في. ليبيا المحدودة“ النمساوية الجنسية.
بعد إنتهاء فترة التجميد وإعادة دخول الشركاء، تم توقيع اتفاقية { إبسا 4} بتاريخ 23 يونيو سنة 2008م.

## إنتاج الشركة
يبلغ إنتاج الشركة 58,000 برميل في اليوم، يضاف إليه حوالي 12,000 برميل يوميا من حصة مُلاك الشركة في (وحدة النافورة أوجلة) وكذلك تصنيع ما يصل إلى حوالى 24,000 برميل يوميا من المكثفات الغازية.
ويبلغ معدل إنتاج الطاقة المولدة بالحقول والميناء التابعة للشركة 42.0 ميجاوات يوميا كما تبلغ كمية المياه المحّلاة 1350 متر مكعب يومياً في حقول وميناء الشركة.
بلغت القوة العاملة بالشركة (كما في الربع الأول من 2009 م): 2474 مستخدماً، تمثل العمالة الليبية منها 2264 مستخدما.
يتم تصدير النفط الخام للشركة -والذي يعتبر من أفضل الخامات الليبية ويُعرف في السوق العالمية منذ أواخر الستينيات بمزيج الزويتينة Zueitina Blend- من ميناء الزويتينة النفطي وسط الساحل الليبي، والذي تصدر منه أيضاً خامات وحصص بعض الشركات الأخرى مثل إيني والونترشال و ”أو أم في“.
تصل نسبة ما يتم تصديره من ميناء الزويتينة النفطي إلى حوالي 20% من إجمالي صادرات ليبيا من النفط الخام.
وتزود شركة الزويتينة السوق المحلي بمعظم احتياجاته من الغاز المسال (غاز الطبخ)، من خلال شركة البريقة للنفط، كما يتم تصدير كميات منه إلى خارج ليبيا.